# 因佩里亞
因佩里亞（義大利語：Imperia）是位於義大利西北部的一個海濱城市。屬利古里亞大區因佩里亞省。是因佩里亞省的首府所在地。因佩里亞以花卉種植業和橄欖而聞名。也是一個夏季的熱門旅游目的地。

## 歷史
因佩里亞早於古羅馬時代已經有文字記錄，然而當時純粹小村。至中世紀，才正式建城，時為公元935年。文藝復興以後因佩里亞長期是熱那亞共和國領土，一直到十九世紀意大利統一為止。

## 交通

### 道路
- A10高速公路

## 名人
- 安德烈亚·多里亚：海軍將領
- 愛德蒙多·德·亞米契斯：小說家
- 居里奥·纳塔：諾貝爾化學獎得主
- 阿雷桑德羅·納塔：意大利眾議院前議員
- 卢西亚诺·贝里奥：作曲家
- 圣.莱昂纳多：著名传教士